# Phạm Huệ Quyên
Phạm Huệ Quyên (tiếng Trung: 范慧娟, Bính âm:Fàn Huìjuān) (1935-) là một nhà ngoại giao Trung Quốc. Bà từng là nữ phát ngôn viên của Bộ Ngoại giao Cộng hòa Nhân dân Trung Hoa.

## Tiểu sử
Phạm Huệ Quyên sinh ra tại Thượng Hải, bà là người Ninh Ba, Chiết Giang. Bà từng theo học tại trường nữ trung (trường trung học cho nữ) Tấn Đức và Hiểu Minh. Bà gia nhập Đoàn Thanh niên Tân Dân chủ (Chủ nghĩa) vào năm 1950. 
- Năm 1955, bà được nhận vào học tiếng Anh tại trường Đại học Ngoại ngữ. Sau khi tốt nghiệp, bà được cử đến làm việc tại Ban Tây Á & Châu Phi thuộc Bộ Ngoại giao Trung Quốc, là một trong ba thư ký và ti bí thư của tiểu ban Tây Phi.
- Năm 1964, bà được cử sang làm việc tại Đại sứ quán Trung Quốc tại Syria
- Năm 1969, trong Cách mạng Văn hóa, bà được cử đến đến các trường cán bộ tại Hồ Bắc, Giang Tây để tham gia lao động.
- Năm 1972, bà là thư ký Ban Tây Á & Bắc Phi thuộc Bộ Ngoại giao, thư ký thứ hai rồi Phó Giám đốc.
- Năm 1982, bà nhận công tác tại trường Đảng Trung ương và được cử về lại Bộ Ngoại giao vào năm 1983.
- Năm 1986, bà được bổ nhiệm làm Tham tán và được cử làm việc tại Phái đoàn Trung Quốc tại Trụ sở Liên Hợp Quốc tại Genève. Năm 1990, bà là Tham tán Bộ Ngoại giao, Phó giám đốc của cả ba tiểu ban thuộc ban Tây Á & Bắc Phi.
- Năm 1991, bà được giao nhiệm vụ làm phát người phát ngôn Bộ Ngoại giao và theo thông lệ được giữa chức Phó Giám đốc Văn phòng Thông tin thuộc Bộ Ngoại giáo, bà là nữ phát ngôn viên thứ hai được bổ nhiệm kể từ khi nước Cộng hòa Nhân dân Trung Hoa ra đời.
- Tháng 12 năm 1993, bà được cử làm Đại sứ Đặc mệnh toàn quyền của Cộng hòa Nhân dân Trung Hoa tại Ireland. Sau đó, bà nghỉ hưu vào năm 1997.